# Margin
Il margin è stata una pratica finanziaria diffusa nelle borse degli anni trenta del XX secolo ed è stata una delle cause del crollo del 1929 a New York.

## Funzionamento
Le azioni erano acquistabili dietro anticipo del 10% del loro valore al broker. Molti speculatori prendevano in prestito denaro dalle banche (a elevati interessi) per acquistare azioni in grande quantità e crearne un rialzo artificioso e subito rivenderle con plusvalenza (e in grado di ripagare il 90% di quota restante sulle azioni acquistate).
Non si tratta di una semplice scommessa al rialzo. L'anticipo del 10% consente un effetto leva. Dato un titolo il cui valore unitario si misura in 100 (in centesimi), il prestito di 100 può essere utilizzato per comprare un'azione del titolo (pagando subito il suo valore) oppure 10 azioni (del valore di 100) anticipando solo il 10% della somma.
La quantità di azioni di cui si dispone è molto maggiore (maggiore di 10 volte di quella acquistabile pagando subito il controvalore) e quindi sufficiente a stimolare trend rialzisti. Il guadagno che si ha vendendo non appena si rialza il prezzo, non è realizzato su una sola azione ma su uno stock consistente (impiegando lo stesso prestito): se i guadagni vengono reinvestiti per ripetere il procedimento si creano trend rialzisti che possono durare nel lungo periodo, allontanare il valore di borsa dal valore reale dei corsi azionari e creare delle bolle speculative esplosive.
Un paradosso tipico è quello di società a grande capitalizzazione, il cui 80% è investito nel 20% di una controllata di valore borsistico molto inferiore: normalmente il differenziale è debole nelle società operative (alla base dei gruppi finanziari) e maggiore nelle società capogruppo-cassaforte.